# Zoltán Harcsa
Zoltán Ádám Harcsa (Budapest, 20 de noviembre de 1992) es un deportista húngaro que compitió en boxeo.
En los Juegos Europeos de Bakú 2015 obtuvo una medalla de bronce en el peso medio. Ganó dos medallas de bronce en el Campeonato Europeo de Boxeo Aficionado, en los años 2013 y 2017.
Participó en dos Juegos Olímpicos de Verano, en los años 2012 y 2016, ocupando el quinto lugar en Londres 2012, en el peso medio.

## Palmarés internacional
| Juegos Europeos    | Juegos Europeos     | Juegos Europeos   | Juegos Europeos |
| Año                | Lugar               | Medalla           | Categoría       |
| ------------------ | ------------------- | ----------------- | --------------- |
| 2015               | Bakú (Azerbaiyán)   | Medalla de bronce | 75 kg           |
| Campeonato Europeo |                     |                   |                 |
| Año                | Lugar               | Medalla           | Categoría       |
| 2013               | Minsk (Bielorrusia) | Medalla de bronce | 75 kg           |
| 2017               | Járkov (Ucrania)    | Medalla de bronce | 75 kg           |